# Notre tout petit petit mariage
Pour plus de détails, voir Fiche technique et Distribution.
Notre tout petit petit mariage est une comédie française réalisée par Frédéric Quiring, sortie en 2023.

## Synopsis
Max et Lou forment un couple heureux et épanoui. Pour confirmer cet amour, le couple cherche à adopter un enfant. Malheureusement pour eux, l'administration leur fait comprendre que s'ils veulent une chance réelle d'adoption, le mariage est nécessaire.
Toutefois, le couple n'est pas le plus désireux quant à s'unir devant le maire. Après réflexion, ils se disent que ce n'est qu'une formalité : un petit mariage, rien qu'entre eux et leurs deux témoins, et l'affaire est entendue. Mais bientôt, familles et amis s'invitent aux festivités, et de 4, ils finissent 300.

## Fiche technique
Sauf indication contraire, les informations mentionnées dans cette section peuvent être confirmées par les bases de données cinématographiques IMDb et Allociné,  présentes dans la section « Liens externes ».
- Titre original : Notre tout petit petit mariage
- Réalisation : Frédéric Quiring
- Scénario : Frédéric Quiring
- Musique :
- Décors : Olivier Seiler et Karima Rekhamdji
- Costumes : Catherine Rigault
- Photographie : Christian Abomnes
- Montage : Olivier Michaut-Alchourroun
- Son : Madone Charpail
- Production : Mickaël Abécassis
- Sociétés de production : Les Films du 24 et TF1 Films Production
- Sociétés de distribution : UGC Distribution
- Pays de production :  France
- Langue originale : français
- Format : couleur — 2,35:1
- Genre : Comédie
- Durée : 83 minutes
- Dates de sortie :
  - France, Belgique : 26 avril 2023

## Distribution
Sauf indication contraire ou complémentaire, les informations mentionnées dans cette section proviennent du générique de fin de l'œuvre audiovisuelle présentée ici.
- Ahmed Sylla : Max
- Camille Lou : Lou
- Marc Riso : Paul
- Barbara Bolotner : Jennifer
- Grégoire Bonnet : Charles
- Anne Caillon : Mathilde
- Lola Marois : Océane
- Denis Mpunga : François-Louis
- Marie-Sohna Condé : Quitterie
- Andréa Ferréol : Yvette
- Anne Benoît : Madame Lanoix

## Accueil

### Accueil critique
En France, le site Allociné donne la note de 1,7⁄5, après avoir recensé 3 critiques de presse.
La presse n'est pas du tout emballée par la sortie du film. Catherine Painset (La Voix du Nord), demande que l'on reconnaisse à « Frédéric Quiring, réalisateur coutumier de comédies paresseuses (Ma reum, La Très Très Grande Classe), outre sa constance, cette brillante idée : le prétexte du document amateur, immortalisant le mariage, l’autorise à filmer absolument n’importe comment. Pour le reste, c’est criard, dénué d’esprit, prévisible et faussement transgressif. ».
Pour la rédaction du Parisien, Notre tout petit petit mariage est « filmé de façon aléatoire, joué sans grande conviction ou en forçant le trait selon les cas, il pêche surtout en plantant à mi-chemin son vrai sujet – un événement intime qui tourne à la fête XXL chaotique – pour nous servir des digressions éculées sur les mensonges dans le couple. ».
Pour Marion Michel (Télérama), le film « crie très très fort ». D'une manière générale, dans le film « tout est trop ». Pour elle, l'intervention du traiteur indien au début du film « « ça pue caca petit mariage » aurait dû nous mettre la puce à l'oreille ». Au final, « tout ce qu’on voit à l’écran provient donc d’images tournées par les personnages dans le film, de l’objectif du téléphone à celui du Caméscope, en passant par des appels FaceTime. Mais ce qui semblait une idée sympa pour dépoussiérer dragées et pièce montée se révèle artificiel, usant et lassant. ».

### Box-office
Pour son premier jour d'exploitation en France, Notre tout petit petit mariage a réalisé 37 724 entrées, dont 12 685 en avant-premières, pour un total de 1 761 séances proposées, ce qui correspond à la même échelle de grandeur que le précédent long-métrage du réalisateur, La Très Très Grande Classe. En comptant pour ce premier jour les avant-premières, le film se positionne en première place du box-office des nouveautés pour sa journée de démarrage, devant Le Jeune Imam (25 117).
Au bout d’une première semaine d’exploitation dans les salles françaises, le long-métrage totalise 178 545 entrées, pour une cinquième place au box-office hebdomadaire, derrière La Vie pour de vrai (196 249) et devant Evil Dead Rise (167 421).
| Pays ou région | Box-office      | Date d'arrêt du box-office | Nombre de semaines |
| -------------- | --------------- | -------------------------- | ------------------ |
| France         | 353 275 entrées | 20 juin 2023               | 8                  |
| Total mondial  | 2 658 906 $     | -                          | -                  |